# Цацаровци (Смолянская область)
Цацаровци (болг. Цацаровци) — населённый пункт в Болгарии. Находится в Смолянской области, входит в общину Златоград. Население составляет 73 человека.

## Политическая ситуация
Кмет (мэр) общины Златоград — Мирослав Митков Янчев (Граждане за европейское развитие Болгарии (ГЕРБ)) по результатам выборов 2007 и 2011 годов в правление общины.